# Tumba församling
Tumba församling var en församling i Stockholms stift och i Botkyrka kommun i Stockholms län. Församlingen uppgick 2006 i Botkyrka församling.

## Administrativ historik
Församlingen bildades 1974 genom en utbrytning ur Botkyrka församling och utgjorde därefter ett eget pastorat. 2006 återuppgick församlingen, liksom Tullinge församling, i Botkyrka församling.

## Areal
Tumba församling omfattade den 1 januari 1976 en areal av 66,4 kvadratkilometer, varav 63,0 kvadratkilometer land.

## Kyrkor
- Tumba kyrka
- Ängskyrkan